# Botaurus novaezelandiae
Botaurus novaezelandiae (лат.) — вымерший вид птиц из семейства цаплевых. На языке маори известен как каорики. Являлся эндемиком Новой Зеландии (достоверно известно только о его обитании на Южном острове). В последний раз представителей вида наблюдали в 1890-е годы. В XX веке учёными были обнаружены субфоссильные кости Botaurus novaezelandiae.

## Таксономия
Иногда вид считали подвидом Botaurus minutus или конспецифичным с Botaurus dubius.

## Описание
Длина тела птицы составляла около 38 см. Известно всего несколько образцов Botaurus novaezelandiae, причём даже пол некоторых из них неясен, что делает описания ненадёжными. Разница с Botaurus minutus включает более крупную пятнистость на верхней части крыла, чёрные верхние части тела с прожилками светло-коричневого цвета, нижние части тела с прожилками тёмно-коричневого и рыжевато-жёлтого цвета.

## Биология
Сообщалось, что в неволе птицы ели Neochanna apoda и червей, когда им давали их в воде.